# Xoài hôi
Xoài hôi hay muỗm (danh pháp khoa học: Mangifera foetida Lour.) là một loài thực vật thuộc họ Đào lộn hột (Anacardiaceae). Loài này có tại Indonesia, Malaysia, Myanmar, Singapore, Thái Lan, và Việt Nam.

## Mô tả
- Cây to, cao 15-20 m.
- Lá đơn nguyên, mọc so le, thuôn dài về phía gốc. Mặt lá nhẵn bóng.
- Hoa trắng nhỏ mọc thành chùm kép ở ngọn cành; lá đài nhẵn, hình bầu dục, nhọn. Cánh hoa hình mũi mác hẹp, dài gấp 3 lần lá đài. Một nhị sinh sản dài bằng cánh hoa, còn 3-4 cái khác ngắn hơn một ít.
- Quả hạch hình thận bé hơn quả xoài, khi chín màu vàng, thịt mọng nước

## Thư viện ảnh
- Quả trên cành
- Quả trên cành
- Quả muỗm